# Parafia Ewangelicko-Augsburska w Czechowicach-Dziedzicach
Parafia Ewangelicko-Augsburska w Czechowicach-Dziedzicach – parafia luterańska w Czechowicach-Dziedzicach, należąca do diecezji cieszyńskiej Kościoła Ewangelicko-Augsburskiego w RP. Mieści się przy ulicy Słowackiego. Liczy około 230 członków.

## Historia
Czechowice znalazły się w oddziaływaniu idei Reformacji kilkanaście lat po wystąpieniach Marcina Lutra w wyniku sąsiedztwa Bielska, pozostającego miejscowym ośrodkiem myśli reformacyjnej. Ponadto liczna społeczność luterańska zamieszkiwała położone obok księstwo pszczyńskie, a reformowana – Bestwinę.
W Czechowicach działalność rozpoczęli ewangeliccy księża Jerzy Niedzielka i Piotr Kubaczka. Luteranizm w miejscowości tej, jak również w sąsiednich Dziedzicach, przyjęła wówczas niewielka liczba mieszkańców. Byli wśród nich jednak członkowie rodziny Czelo, będący właścicielami wsi, a także kolatorzy miejscowej parafii rzymskokatolickiej św. Katarzyny.
W 1618 ówczesna kolatorka Anna Zborowska wydała dokument Privilegium Communitatis Czechowiciensis, w którym umożliwiała mieszkańcom Czechowic, Dziedzic i Zabrzega samodzielne powołanie katolickiego proboszcza w wypadku obsadzenia parafii księdzem ewangelickim przez luterańskich właścicieli miejscowości.
W okresie kontrreformacji dochodziło do konwersji protestantów na katolicyzm, a pozostanie przy swoim wyznaniu skutkowało pozbawieniem własności, więzieniem lub wysiedleniem. W 1669 ks. Paweł J. Vitulani, proboszcz parafii św. Katarzyny wystosował skargę do biskupa diecezji wrocławskiej, w której donosił o kazaniach głoszonych przez księży ewangelickich na terenie jego parafii, udzielali oni również Sakramentu Ołtarza, prowadzili śluby i pogrzeby. Jego następca na stanowisku proboszcza, ks. Martius, informował biskupa o ośmiu osobach, które z katolicyzmu przeszły na wyznanie ewangelickie. Jednak w 1719 wizytatorzy biskupi stwierdzili, że na terenie parafii nie zamieszkują żadni protestanci poza rodziną Kotulińskich, będących kolejnymi właścicielami Czechowic.
W XIX wieku, w dobie industrializacji Czechowic i Dziedzic, do miejscowości tych przybyli nowi mieszkańcy wywodzący się z Czech, Moraw, Niemiec, Tyrolu i Słowacji, będący w większości ewangelikami narodowości niemieckiej. Zostali oni objęci opieką duszpasterską przez parafię ewangelicką w Bielsku, która powołała tutaj stację kaznodziejską.
Po dwustuletniej przerwie oficjalne ewangelickie nabożeństwa na terenie Czechowic rozpoczęto prowadzić w 1896 w budynku prywatnym. Od 1907 przeniesiono je do sali restauracji położonej w Hotelu Gebauer, jednak wierni nie uważali jej za odpowiednie miejsce do prowadzenia posług religijnych. Postanowiono o budowie kaplicy, którą przeprowadzono w latach 1910-11 na działce przyległej do miejscowej Szkoły Niemieckiej, ofiarowanej przez ówczesnego właściciela dworskiego, Leon Zipsera. Kaplica ewangelicka w Czechowicach została oddana do użytku podczas uroczystego poświęcenia 17 grudnia 1911 roku.
Nabożeństwa w kaplicy prowadzone były w języku niemieckim. Początkowo odbywały się co dwa tygodnie, następnie wprowadzono je w każdą niedzielę. Na początku lat 20. XX wieku rozpoczęto również sprawowanie raz w miesiącu nabożeństw w języku polskim.
W 1915 ze stacji kaznodziejskiej zbór stał się filiałem parafii w Bielsku. W tym samym roku na cmentarzu rzymskokatolickim w Dziedzicach utworzone zostały kwatery przeznaczone do pochówków ewangelików.
W wyniku przyłączenia części Śląska Cieszyńskiego do Czechosłowacji, na teren Czechowic napłynęła pochodząca z tamtych terenów ludność ewangelicka narodowości polskiej. W związku z tym w kaplicy rozpoczęto sprawować dwa razy w miesiącu nabożeństwo niemieckojęzyczne i dwa razy polskojęzyczne.
Własny cmentarz luterański w Dziedzicach został założony w 1924 na Zaosiu. Nekropolię poświęcono 27 listopada 1927. W kaplicy na cmentarzu 30 grudnia 1936 umieszczony został dzwon o wadze 100 kg z fabryki Schwabe w Bielsku. Znajdował się na nim napis Chrystus Zmartwychwstał.
W okresie międzywojennym filiał parafii bielskiej w Czechowicach liczył około 500 wiernych, wchodząc wraz z macierzystą parafią w skład superintendentury śląskiej Kościoła Ewangelicko-Augsburskiego w RP. Zarząd nad filiałem sprawowała rada, złożona ze zborowników zarówno narodowości niemieckiej, jak i polskiej. Posługi duszpasterskie sprawowali ks. dr Ryszard Wagner i ks. Paweł Karzeł. Od 1935 nabożeństwa w kaplicy prowadzili księża Adam Wegert, Karol Kulisz, Józef Nierostek i Jerzy Kubaczka.
Od września 1939 w wyniku rozpoczęcia okupacji niemieckiej zakazano prowadzenia polskich nabożeństw w kaplicy oraz usunięto ze stanowiska polskich członków rady filiału. Część polskojęzycznych wiernych została więźniami obozów koncentracyjnych.
W wyniku działań wojennych zaginął dzwon umieszczony w kaplicy na cmentarzu. Podczas wyzwolenia w lutym 1945 doszło również do uszkodzenia kaplicy zborowej, która stała się wtedy celem szabrowników. Następnie przystąpiono do jej remontu, a 3 maja 1945 miało miejsce pierwsze powojenne nabożeństwo, które poprowadził ks. Adam Wegert. Przewodniczącym rady filiału został Paweł Turoń, który przekazał stanowisko to Janowi Siwemu po jego powrocie z obozu koncentracyjnego.
Życie parafialne powróciło do stabilizacji. Powstał chór, który zorganizował Józef Chimiel. Następnie prowadziła go Wanda Fabrowicz. Odbywały się szkółki niedzielne, które prowadziły siostry Anna i Urszula, Helena Zolich, Krystyna Kukucz, Jan Wizner, Mieczysława Kołder i Jan Szarek.
1 stycznia 1968 została utworzona samodzielna parafia w Czechowicach-Dziedzicach. Jej proboszczem-administratorem został ks. Jan Lech Klima. Pierwsza konfirmacja w parafii czechowickiej miała miejsce 24 maja 1970.
Od sierpnia 1993 stanowisko proboszcza-administratora objął ks. Janusz Holesz. W styczniu 2008 podczas Zgromadzenia Parafialnego dokonano jego wyboru na pierwszego w historii proboszcza parafii, a 6 kwietnia 2008 został wprowadzony w urząd przez biskupa diecezji cieszyńskiej ks. Pawła Anweilera.